# Dercitidae
Die Dercitidae sind eine ausgestorbene Fischfamilie aus der Ordnung der Eidechsenfischverwandten (Aulopiformes), die in der Oberkreide lebte.

## Merkmale
Die Dercitidae waren mittelgroße Fische von sehr schlanker, langgestreckter Gestalt. Auffallend ist ihr langer, schmaler Kopf, wobei sowohl der Ober- als auch der Unterkiefer schnabelartig verlängert waren. Beide Kiefer waren mit kleinen Zähnchen besetzt. Die Augen waren groß. Die kurze Rückenflosse stand etwas über der Körpermitte oder in der vorderen Körperhälfte. Die Bauchflossen waren klein, die Schwanzflosse war gegabelt oder schloss gerade ab. Als Synapomorphien der Familie gelten die reduzierten Neuralstrahlen und das Fehlen eines in Längsrichtung verlaufenden Grats auf dem Kiemendeckel.

## Gattungen

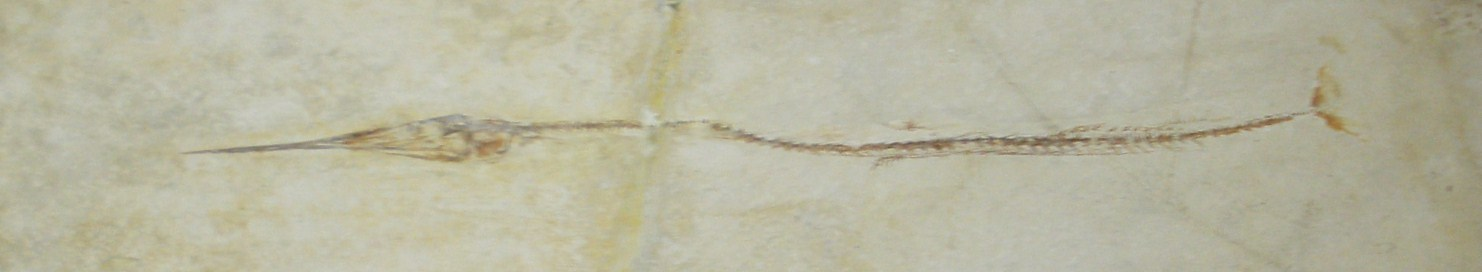
Rynchodercetis hakelensis

Bisher wurden 16 Gattungen beschrieben.
- Apuliadercetis
- Benthesikyme
- Brazilodercetis
- Candelarhynchus
- Caudadercetis
- Cyranichthys
- Dercetis
- Dercetoides
- Hastichthys
- Leccedercetis
- Nardodercetis
- Ophidercetis
- Pelargorhynchus
- Rhynchodercetis
- Robertichthys
- Scandiadercetis

## Systematik
Louis Taverne ordnete die Familie 1987 und 1991 den Maulstachlern (Stomiiformes) zu. Heute werden die Dercitidae von Joseph Nelson zusammen mit den ebenfalls ausgestorbenen Familien Ichthyotringidae und Prionolepidae der Unterordnung Ichthyotringoidei innerhalb der Aulopiformes (Eidechsenfischverwandte) zugeordnet. Andere Wissenschaftler ordnen alle kreidezeitlichen Eidechsenfischverwandte der Unterordnung Enchodontoidei zu, die allerdings nicht monophyletisch ist.